# Thefakesoundofprogress
Thefakesoundofprogress es el álbum debut de la banda galesa de rock Lostprophets. Originalmente, fue lanzado el 27 de noviembre de 2000, bajo la discográfica independiente Visible Noise. Fue remasterizado y relanzado por Columbia Records en 2001. En esta nueva versión, las canciones se modificaron ligeramente (aunque, en algunas, la diferencia es apenas apreciable), los interludios pasaron a formar parte del final de las canciones, en lugar de ser pistas diferentes, como en la edición original y "Obscure Intro" fue omitida. En la canción que más se notan los cambios respecto a la versión del año 2000 es en la que da nombre al disco, que está interpretada con un tempo más rápido y se omiten algunos compases. Para cuando Jamie Oliver pasó a formar parte del grupo, buena parte de la versión original del álbum ya estaba grabada; aun así, pudo hacer su aporte en algunas canciones que se grabaron más tarde. 

## Estilo
The Fake Sound of Progress es un álbum de nü metal que incorpora elementos de heavy metal, hip hop, funk y jazz. El álbum fue comparado con las bandas Faith No More, Glassjaw, Incubus y Deftones.

## Lista de canciones
Todas las letras están escritas por Ian Watkins; toda la música compuesta por Lostprophets.

| Versión original |                               |          |  |
| N.º              | Título                        | Duración |  |
| 1.               | «Obscure Intro»               | 0:25     |  |
| 2.               | «Shinobi vs. Dragon Ninja»    | 2:47     |  |
| 3.               | «The Fake Sound of Progress»  | 6:19     |  |
| 4.               | «Interlude»                   | 0:47     |  |
| 5.               | «Five Is a Four Letter Word»  | 4:26     |  |
| 6.               | «...And She Told Me to Leave» | 5:05     |  |
| 7.               | «Interlude»                   | 0:59     |  |
| 8.               | «Kobrakai»                    | 5:34     |  |
| 9.               | «The Handsome Life of Swing»  | 2:40     |  |
| 10.              | «Interlude»                   | 1:13     |  |
| 11.              | «A Thousand Apologies»        | 4:05     |  |
| 12.              | «Still Laughing»              | 4:13     |  |
| 13.              | «Interlude»                   | 1:35     |  |
| 14.              | «For Sure»                    | 4:20     |  |
| 15.              | «Awkward»                     | 4:25     |  |
| 16.              | «Ode to Summer»               | 3:20     |  |

| Versión remasterizada |                               |          |  |
| N.º                   | Título                        | Duración |  |
| 1.                    | «Shinobi vs. Dragon Ninja»    | 2:47     |  |
| 2.                    | «The Fake Sound of Progress»  | 5:32     |  |
| 3.                    | «Five Is a Four Letter Word»  | 4:24     |  |
| 4.                    | «...And She Told Me to Leave» | 5:55     |  |
| 5.                    | «Kobrakai»                    | 5:33     |  |
| 6.                    | «The Handsome Life of Swing»  | 3:49     |  |
| 7.                    | «A Thousand Apologies»        | 4:06     |  |
| 8.                    | «Still Laughing»              | 5:43     |  |
| 9.                    | «For Sure»                    | 4:20     |  |
| 10.                   | «Awkward»                     | 4:24     |  |
| 11.                   | «Ode to Summer»               | 3:15     |  |

- "Obscure Intro" fue removida en la versión remasterizada
- Todos los interludios fueron incorporados a la parte final de las canciones.

| Bonus tracks en la edición japonesa |                                                                           |          |  |
| N.º                                 | Título                                                                    | Duración |  |
| 12.                                 | «The Lesson Pt. 1» (b-side del CD Sencillo de "Shinobi vs. Dragon Ninja") | 3:12     |  |
| 13.                                 | «Directions» (b-side del CD Sencillo de "Shinobi vs. Dragon Ninja")       | 4:55     |  |

## Historial de lanzamiento
| Año  | Región         | Fecha           | Formato       | Discográfica  | Catálogo #  | Notas |       |
| ---- | -------------- | --------------- | ------------- | ------------- | ----------- | --- | ----- |
| 2000 | Reino Unido    | 13 de noviembre | CD            | Visible Noise | TORMENT5CD  | Las copias de la versión promocional catalogan como canción #1 a "Intro" y el listado de canciones en orden incorrecto. | [ 5 ] |
| 2001 | Reino Unido    | 8 de octubre    | CD            | Visible Noise | TORMENT10CD | Relanzado | [ 6 ] |
| 2001 | Estados Unidos | 4 de diciembre  | CD            | Columbia      | CK 85955    | Relanzado | [ 7 ] |
| 2002 | Japón          | 22 de enero     | CD            | Epic          | 30          | Versión relanzado, incluidos dos bonus tracks.                                                                          | [ 8 ] |
| 2003 | Reino Unido    | 23 de febrero   | Vinilo de 12" | Visible Noise | TORMENT10LP | Lista de canciones con títulos cortos                                                                                   | [ 9 ] |

## Personal
| Lostprophets - Ian Watkins – voz, director artístico - Lee Gaze – guitarra solista - Mike Lewis – guitarra rítmica - Stuart Richardson – bajo - Mike Chiplin – batería, percusión - Jamie Oliver – sintetizador, tornamesa, samples - DJ Stepzak (músico invitado) – sintetizador, tornamesa, samples Nota: La mayoría de las labores de DJ de esta versión fueron realizadas por Stepzak. Producción - Dan Sprigg – productor, mezclas - Guy Davie – masterización, mezclas - Neil Harding – masterización, mezclas - Jamie Travers – grabación, producción adicional - Julie Weir – Visible Noise A&R | Lostprophets - Ian Watkins – voz, director artístico - Lee Gaze – guitarra solista - Mike Lewis – guitarra rítmica - Stuart Richardson – bajo - Mike Chiplin – batería, percusión - Jamie Oliver – sintetizador, tornamesa, samples Producción - Dan Sprigg – producción, mezclas, grabación - Vlado Meller – masterización - Michael Barbiero – producción adicional, mezclas adicionales - Julie Weir – Visible Noise A&R - Gerard Babitts – Colombia A&R |